# Owen Jones (architecte)
Pour les articles homonymes, voir Owen Jones et Jones.
Owen Jones (15 février 1809 – 19 avril 1874) est un architecte, artiste des arts décoratifs, auteur et enseignant britannique. Par son travail de publication de ses découvertes sur l’utilisation au cours des âges de la couleur dans la décoration, il devint un des pionniers de la chromolithographie.

## Biographie
Fils d’Owen Jones, antiquaire et fourreur gallois, Owen Jones fils est né et mort à Londres. Après un apprentissage de six années dans un cabinet d'architecture, il voyagea pendant quatre ans à travers l’Italie, la Grèce, la Turquie, l’Égypte, et l’Espagne où il fit une étude très détaillée de l’Alhambra. À son retour en Angleterre en 1836, il en fit sa profession.

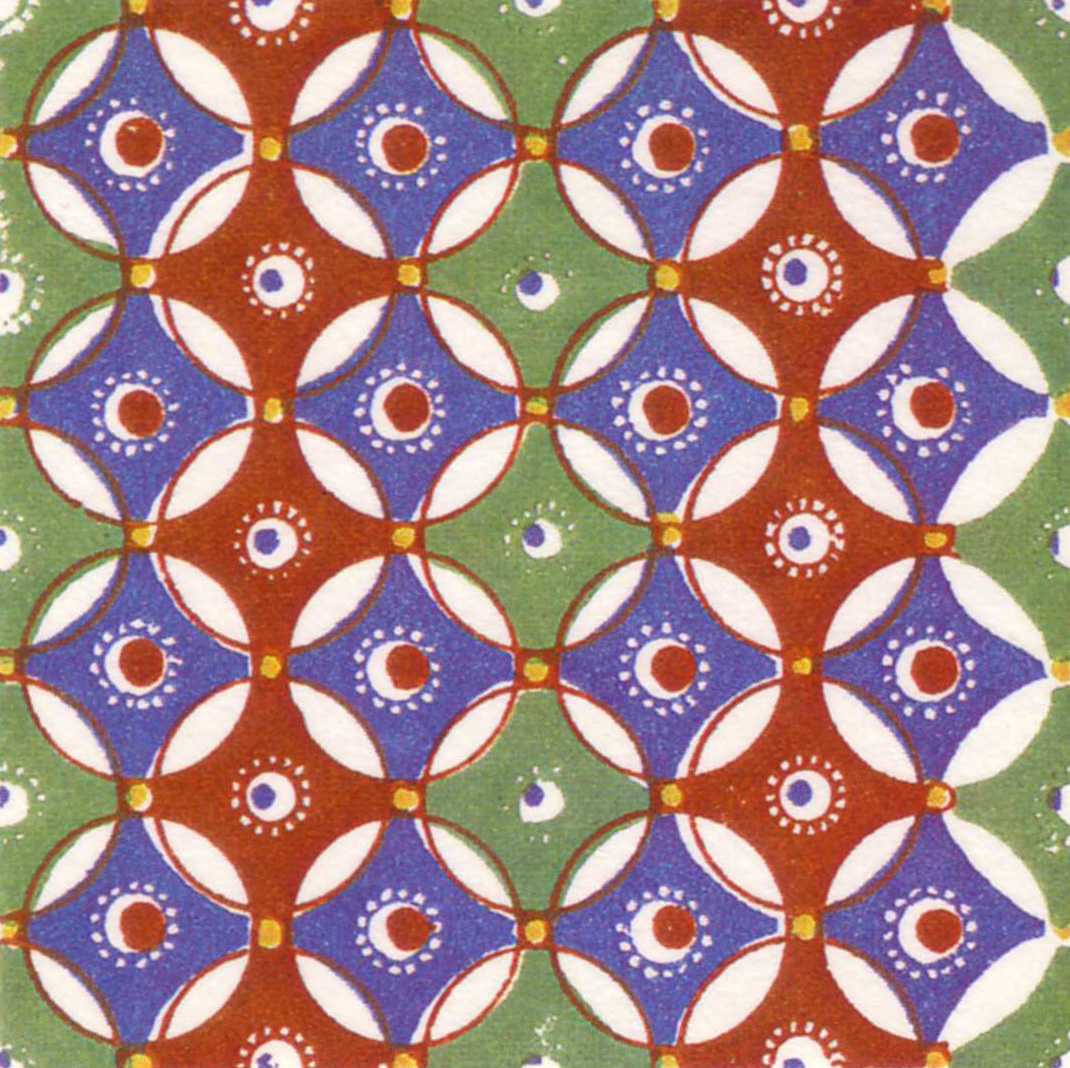
Influence de son voyage en Égypte : son papier peint "Égyptien" qu'il crée pour sa Grammaire de l'ornement (1856).

Sa spécialité est la décoration intérieure pour laquelle son credo était : « la forme sans la couleur est comme un corps sans âme. » Peu de ses décorations d’intérieur nous sont parvenues intactes, la plus connue étant la maison de ville d’Alfred Morrison, au 16 Carlton House Terrace, et les mosaïques et chapiteaux de Christ Church à Streatham Hill.
Il fut l’un des superintendants des travaux de l’Exposition universelle de 1851, et fut responsable de la décoration générale du Crystal Palace à Sydenham. Aidé de Matthew Digby Wyatt, Jones avait collecté les moulages d'œuvres d'art mis dans le Palace. Jones fonda le Museum of Manufacturers, le premier musée sur l’artisanat, un précurseur du Victoria and Albert Museum.
En 1856 Jones, aux côtés de Lord Brougham et d’autres encore, publia un prospectus et dessina un gigantesque Palace of the People à Meswell Hill, au nord de Londres, consacré à l’éducation et au divertissement du public. Leur idée fut finalement réalisée en 1873 avec le Alexandra Palace. Quoique Jones ne fut pas personnellement impliqué, ses idées sur la conception et la couleur transparaissaient dans le monument.

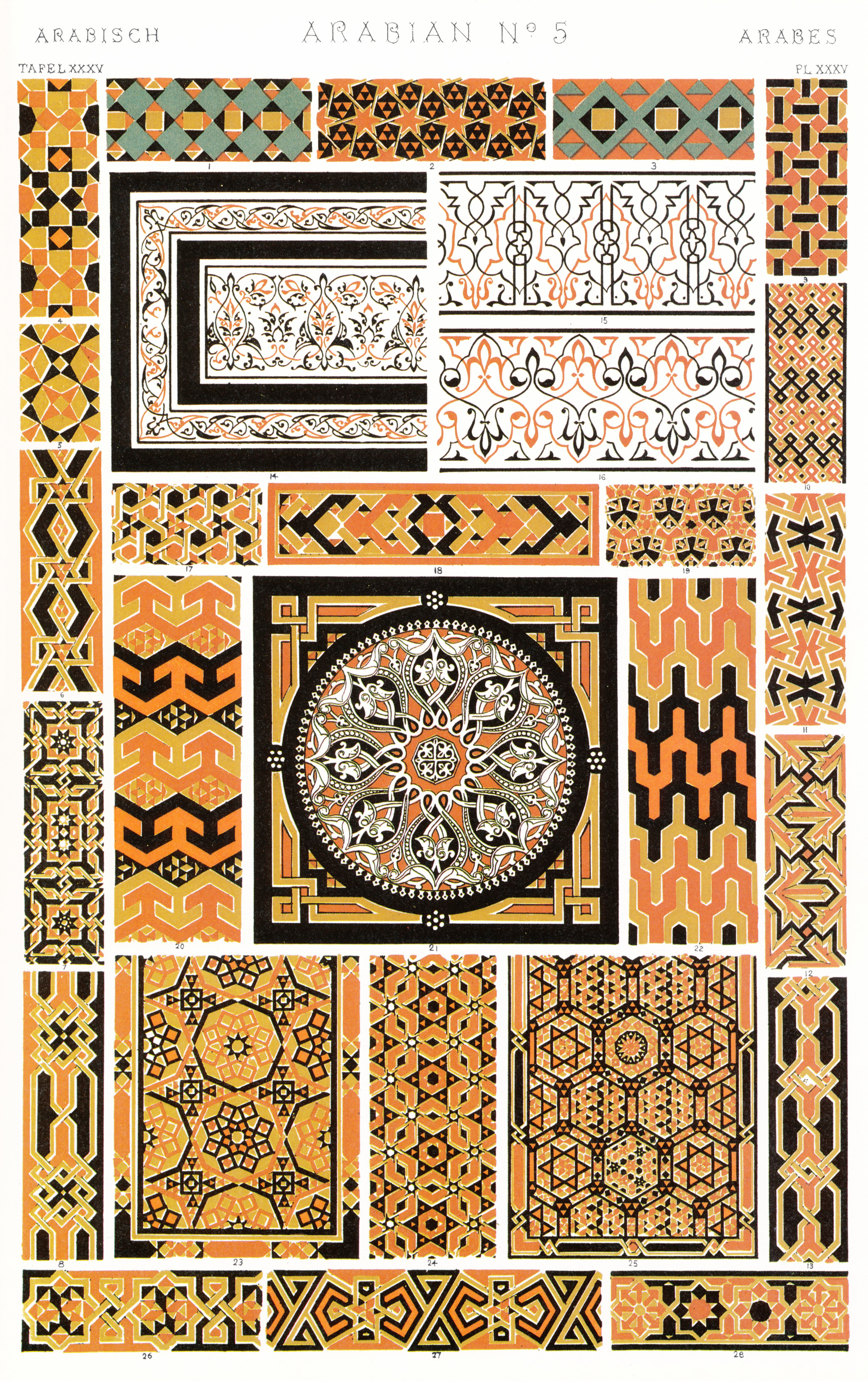
Illustration tirée de The Grammar of Ornament (1856).

La Grammaire de l’ornement (The Grammar of Ornament), un livre signé par Jones et publié une première fois en 1856, devint un outil important durant cette période, car il incitait les artistes décorateurs à s’ouvrir à d’autres formes d’art décoratifs provenant de cultures des pays que Jones avait traversés ou étudiés. En annexe de l’édition, une centaine de pages d’illustrations d’ornementations de Chine, de Perse, des Indes, d’Arabie, et d’autres cultures figuraient, reproduites grâce au nouveau procédé de chromolithographie. Le choix de l’emploi de la couleur pour ce livre fut considéré comme important, et influent dans la conception ornementale.
Owen Jones est décrit dans le Builder de 1874 comme « le plus puissant apôtre de la couleur que l’Angleterre avait ». Ses secteurs d’activité peuvent être résumés par les titres de ses publications :
- Plans, Elevations and Details of the Alhambra (Plans, élévations et détails de l’Alhambra) (1835-1845), ouvrage pour lequel il fut assisté de MM. Goury et Gayangos
- Designs for Mosaic and Tesselated Pavements (Dessins pour mosaïques et pavages) (1842)
- Encaustic Tiles (Carreaux vernis) (1843)
- Polychromatic Ornament of Italy (Ornements polychromatiques d’Italie) (1845)
- An Attempt to Define the Principles which regulate the Employment of Color in Decorative Arts (Un essai de définition des principes régulant l’emploi de la couleur dans les arts décoratifs) (1852)
- Handbook to the Alhambra Court (Manuel de cour de l’Alhambra) (1854)
- Grammar of Ornament (Grammaire de l'ornement) (folio, 1856 ; quarto, 1868–1910), ouvrage qui a eu une grande influence sur l’ornementation et les arts décoratifs
- One Thousand and One Initial Letters (Mille et une lettres initiales) (1864)
- Seven Hundred and Two Monograms (Sept cent deux monogrammes) (1864)
- Examples of Chinese Ornament (Exemples d’ornementation chinoise) (1867)